# Sabrina, vita da strega
Sabrina, vita da strega (Sabrina, the Teenage Witch) è una serie televisiva statunitense trasmessa dal 1996 al 2003 sul canale ABC per le prime quattro stagioni, e dalla The WB per le restanti tre; è basata sulle storie a fumetti di Archie Comics, iniziate con la serie Sabrina, the Teenage Witch.
Ispirate dal fumetto sono state realizzate anche quattro serie a cartoni animati: Archie e Sabrina (The Archie Show), Sabrina (Sabrina - The Animated Series), Sabrina: La mia vita segreta (Sabrina's Secret Life) e Sabrina vita da strega (Sabrina: Secrets of a Teenage Witch).
In Italia esordisce il 6 settembre 1999 su Italia 1 che la trasmette interamente durante l'orario pomeridiano.
Netflix ha annunciato nel 2018 una nuova serie TV, in chiave dramma adolescenziale e horror, intitolata Le terrificanti avventure di Sabrina. La nuova serie si basa sull'omonimo fumetto di Roberto Aguirre-Sacasa e Robert Hack, che reinterpreta il personaggio di Sabrina per il reboot dell'universo di Archie Comics iniziato nel 2014.

## Trama

### Prima stagione
Westbridge, Boston (USA). Tutto ha inizio il giorno del sedicesimo compleanno di Sabrina Spellman: una normale adolescente americana. O meglio così lei crede, finché le zie Hilda e Zelda presso le quali Sabrina si era trasferita, le rivelano che per metà lei è una strega e che dovrà vivere con loro fino a quando non avrà imparato a controllare i suoi poteri.
Nel frattempo, Sabrina deve anche condurre la vita normale di ogni adolescente e così stringe le sue prime amicizie al liceo di Westbridge dove conosce la simpatica Jenny Kelley, Harvey Kinkle per il quale prende una cotta immediata e il suo professore di chimica Eugene Pool; ma in ogni liceo che si rispetti c'è l'antipatica capo delle cheerleader che a Westbridge porta il nome di Libby Chessler che non perderà mai occasione di mettere i bastoni tra le ruote alla povera Sabrina. Così quest'ultima inizia a studiare sul magico Libro di famiglia con i consigli (il più delle volte molto avventati) del gatto nero parlante di casa Salem, uno stregone privato dei suoi poteri e trasformato in un gatto per punizione dal Concilio delle Streghe a causa del suo tentativo di conquistare il mondo.

### Seconda stagione
Un anno è passato dall'arrivo di Sabrina a Westbridge e molte cose sono cambiate; Jenny si è persa di vista e Sabrina fa subito amicizia con la nuova arrivata: l'insicura, ma leale Valerie Birkhead. Inoltre arriva al liceo l'antipatico e frustrato vicepreside Willard Kraft, in sostituzione del prof. Pool. Nel frattempo Sabrina ha fatto molti passi avanti sia con Harvey (i due si sono finalmente messi insieme) che con la magia; infatti è pronta per ottenere la sua licenza di strega. O quasi.
Infatti ben presto si presenta Quizmaster, uno stregone che si rivela essere l'insegnante di stregoneria di Sabrina, con il compito di preparare la giovane strega con una serie di test per farle ottenere la tanto aspirata licenza di strega. Intanto continuano i disastri a scuola con gli incantesimi sempre più pasticciati di Sabrina che, il più delle volte, coinvolgono Harvey e Valerie, ma anche Hilda si mette in un grosso guaio quando inizia ad uscire con il prof. Kraft. Alla fine della stagione Sabrina si prende una sbandata per Dashiell Calzone un coetaneo metà mortale e metà stregone come lei che metterà Sabrina in crisi con Harvey.

### Terza stagione
Sabrina finalmente si decide a lasciare Dashiell Calzone e torna con Harvey proprio in coincidenza del secondo anno della sua permanenza a Westbridge. Il lungo cammino per prendere la licenza di strega però si complica ulteriormente, infatti, superati tutti gli esami con Quizmaster, Sabrina deve risolvere il segreto di famiglia per ottenere la licenza e potrà farlo solo assemblando i vari indizi che riceverà di volta in volta dai suoi strambi parenti magici che l'andranno a trovare.
Sabrina e Harvey si dichiarano il loro amore e sono uniti più che mai, mentre, con grande orrore di Hilda, Zelda inizia ad uscire con il prof. Kraft e la cosa si fa più seria ogni giorno che passa. Finalmente Sabrina risolve il segreto di famiglia ovvero che ad ogni membro della famiglia Spellman viene al mondo con un gemello cattivo; dopo un lungo test alle Hawaii con la gemella Katrina, Sabrina risulta essere la gemella buona e ottiene finalmente la tanto agognata licenza diventando una strega a tutti gli effetti.

### Quarta stagione
È tempo di diploma per Sabrina e i suoi amici, ma non per questo le cose si fanno noiose, anzi. Libby viene mandata in collegio mentre Valerie si trasferisce in Alaska e Sabrina si sente più sola che mai, ma ecco arrivare direttamente dall'Altro Regno Dreama, l'apprendista strega che la protagonista deve seguire e così i guai ricominciano e non arrivano soli. Arriva a Westbridge un amico di vecchia data di Harvey, Brad Alcerro che si rivela essere un Cacciatore di Streghe: se lui scoprirà la vera identità di Sabrina, la ragazza sarà condannata ad essere trasformata in un topo.
Per non pensare a tutto quello che le sta succedendo, Sabrina trova un lavoro part-time in una caffetteria dove conosce Josh Blackhart, un ragazzo universitario che le farà battere il cuore e che metterà molto in crisi il suo rapporto con Harvey. Intanto Hilda acquista un negozio di orologi con annesso Orologio Magico dal quale tornano anime perdute che le streghe dovranno aiutare mentre Zelda continua la sua relazione con Kraft.

### Quinta stagione
Grandi cambiamenti sono in arrivo per Sabrina, la sua relazione liceale con Harvey è ormai storia finita dopo che lui ha scoperto l'identità di strega della ragazza e così la giovane Spellman si ritrova ad iniziare l'università in un periodo di grande disorientamento. Sabrina si trasferisce in un appartamento esterno al college (l'Addams University di Boston) che condivide con l'aggressiva Roxie King, la svampita Morgan Cavanaugh e lo stralunato Miles Goodman, per non parlare delle frequenti intrusioni del gatto Salem.
Cambiamenti anche per le zie, Zelda (chiusa la storia con Kraft) diventa professoressa al college di Sabrina, mentre Hilda, conclusa la sua attività di orologiaia, acquista la caffetteria dove lavora Sabrina. Intanto Morgan crea non pochi problemi sentimentali alla povera Sabrina, infatti si mette con Josh dal quale la ragazza si sente sempre più attratta.

### Sesta stagione
Passati due anni di college per Sabrina e finalmente la ragazza sembra aver trovato la sua stabilità emotiva con Josh, ma Morgan torna a creare crepe sentimentali quando presenta il suo nuovo fidanzato Harvey Kinkle. Tuttavia Sabrina continua la sua relazione con Josh con sempre più convinzione e intanto viene assunta come praticante nel giornale, il "Boston Citizen", dove lavora il fidanzato come fotografo mentre Morgan, dopo che il padre le taglia i fondi, viene assunta nella caffetteria di Hilda e porta all'esaurimento il povero Harvey che, dopo molti tentativi, tronca la relazione con la ragazza.
Sabrina si trova a dover affrontare una crisi emotiva quando a Josh viene offerto un importante impiego a Praga e, dopo un primo ripensamento del ragazzo, alla fine il fotografo prende il volo e la giovane Spellman si ritrova di nuovo sola, come anche zia Zelda che, dopo aver troncato la sua relazione con il professor Arthur Carlin, continua la sua vita da single. Così l'unica Spellman che trova il vero amore, incredibile a dirsi, è proprio Hilda che finalmente convola a giuste nozze con la sua anima gemella ponendo fine alla lunga Era caratterizzata dalla convivenza di Sabrina con le zie.

### Settima stagione
È terminato il college e la vita di Sabrina è ad una nuova svolta, zia Hilda si è sposata con la sua anima gemella e zia Zelda è diventata una bambina per restituirle il suo cuore infranto, così la giovane strega si ritrova a dover dividere la sua vecchia casa con Morgan e Roxie. Intanto, Sabrina trova lavoro presso una rivista musicale, "Scorch" e avrà a che fare con strambi colleghi di lavoro come la frustrata direttrice Annie Martos o il narcisista James; ma la ragazza, dopo alcuni mesi di lavoro, stanca di sentirsi sempre sottovalutata, decide di lasciare lo "Scorch".
Nel frattempo Sabrina incontra il manager musicale Aaron Jacobs e tra i due è colpo di fulmine immediato così mentre la giovane è al settimo cielo, Harvey riscopre i sentimenti d'amore per la strega che non erano mai svaniti del tutto e si strugge d'amore per lei. Grazie ad un incontro fortuito con le tre Parche, Sabrina ottiene una proposta di matrimonio da Aaron e i due decidono insieme di trasferirsi, una volta sposati, a Los Angeles dove al ragazzo è stato offerto un importante impiego. Harvey, sempre più sofferente d'amore per Sabrina, dopo aver sistemato un piccolo incidente provocato dalla glaciale zia Irma con un grande gesto di altruismo, decide di partire per sempre da Boston, ma il matrimonio di una strega non può andare esattamente come ci si aspetta e Sabrina avrà più di una sorpresa alla cerimonia.

## Episodi
| Stagione         | Episodi | Prima TV originale | Prima TV Italia |
| ---------------- | ------- | ------------------ | --------------- |
| Prima stagione   | 24      | 1996-1997          | 1998            |
| Seconda stagione | 26      | 1997-1998          | 1998            |
| Terza stagione   | 25      | 1998-1999          | 1999            |
| Quarta stagione  | 22      | 1999-2000          | 2000            |
| Quinta stagione  | 22      | 2000-2001          | 2001            |
| Sesta stagione   | 22      | 2001-2002          | 2003            |
| Settima stagione | 22      | 2002-2003          | 2004            |

## Personaggi e interpreti

### Personaggi principali
- Sabrina Spellman (stagioni 1-7), interpretata da Melissa Joan Hart, doppiata da Perla Liberatori.
 Ragazza adolescente che vive con le sue zie. Il giorno del suo sedicesimo compleanno scopre di essere strega per metà (padre stregone e madre mortale) e avere dei poteri magici. Mentre è alle prese con la sua vita scolastica, il suo fidanzato Harvey e la perfida rivale Libby, Sabrina cerca di perfezionare la sua magia, finendo per combinare un sacco di pasticci e usando gli incantesimi in modo irresponsabile, che spesso vanno a interferire con la vita degli umani che la circondano. Malgrado la goffaggine, Sabrina è molto intelligente, brava a scuola ed ha un carattere allegro e amichevole. Nella settima stagione inizialmente sta per sposarsi con Aaron Jacobs ma poi capisce di essere ancora innamorata di Harvey.
- Salem Saberhagen (stagioni 1-7), doppiato in originale da Nick Bakay, in italiano da Giovanni Petrucci.
 Gatto parlante di Sabrina e animale domestico di Hilda e Zelda. Prima era uno stregone ma è stato trasformato in un gatto come punizione per aver cercato di conquistare il mondo. Funge da mentore per Sabrina ma i suoi consigli non sono molto attendibili. Sarcastico, cinico, avido ed egoista, Salem è comunque un amico leale e veramente affezionato a Sabrina. Si trasferisce con lei al college nella quinta stagione e nella settima partecipa al suo matrimonio. Porta il nome della città famosa per il processo alle streghe del 1692.
- Hilda Spellman (stagioni 1-6, guest stagione 7), interpretata da Caroline Rhea, doppiata da Chiara Salerno.
 Una delle zie di Sabrina, la più impulsiva, spensierata e immatura. All'inizio suonava il violino e nella quarta stagione apre un negozio di orologi. In seguito, dopo che Sabrina si trasferisce al college, diventa la proprietaria di un bar dove ha lavorato anche la nipote. Nella settima stagione si sposa con la sua anima gemella e successivamente partecipa al matrimonio di Sabrina.
- Zelda Spellman (stagioni 1-6), interpretata da Beth Broderick, doppiata da Barbara Castracane.
 Una delle zie di Sabrina, la più seria, razionale e matura. Spesso funge da voce della ragione quando Hilda o Sabrina usano la magia in modo irresponsabile. Fa la scienziata e professoressa al college. Per un po' ha frequentato il preside di Sabrina Willard Kraft. Nella settima stagione si trasforma in una bambina per restituire a Hilda il suo cuore infranto e successivamente appare al matrimonio di Sabrina sotto forma di candela.
- Harvey Dwight Kinkle (stagioni 1-7), interpretato da Nate Richert, doppiato da Riccardo Niseem Onorato.
 Fidanzato di Sabrina al liceo, è un ragazzo atletico e popolare ma non molto brillante nello studio. Spesso si ritrova a essere vittima inconsapevole degli incantesimi di Sabrina. Rompe con lei dopo avere scoperto che è una strega alla fine della quarta stagione, ma in seguito ritorna nella serie e si scopre che è ancora innamorato di lei. Nell'ultima puntata, Sabrina stava per sposare un altro ma poi capisce che lei e Harvey sono anime gemelle.
- Libby Chessler (stagioni 1-3), interpretata da Jenna Leigh Green, doppiata da Myriam Catania.
 Tipica ragazza viziata, popolare e meschina che fa la cheerleader e non perde occasione per tormentare Sabrina, anche perché vorrebbe rubarle il ragazzo, Harvey. Sabrina avrà modo di vendicarsi grazie ai suoi poteri. Viene trasferita in collegio dopo la terza stagione.
- Jennifer 'Jenny' Kelley (stagione 1), interpretata da Michelle Beaudoin, doppiata da Federica De Bortoli.
 Migliore amica di Sabrina nella prima stagione. È una ragazza molto amichevole che cerca sempre di aiutare Sabrina nella sua relazione con Harvey. Come la sua amica, viene spesso sminuita da Libby. Nella seconda stagione sparisce misteriosamente venendo sostituita da Valerie Birkhead come migliore amica di Sabrina.
- Prof. Eugene Pool (stagione 1), interpretato da Paul Feig, doppiato da Stefano Benassi.
 Insegnante di biologia di Sabrina nella prima stagione. Siccome non viene pagato a scuola a volte fa dei lavori extra. Insegna anche a Sabrina le arti marziali. Nella seconda stagione sparisce dopo che Sabrina cambia classe venendo sostituito da Willard Kraft.
- Valerie Birkhead (stagioni 2-3), interpretata da Lindsay Sloane, doppiata da Claudia Pittelli.
 Migliore amica di Sabrina nella seconda e terza stagione. È molto timida e soffre di bassa autostima. Come Sabrina e Jenny, anche lei viene spesso sminuita da Libby. Dopo la terza stagione si trasferisce in Alaska con i suoi genitori.
- Prof. Willard Kraft (stagioni 2-4), interpretato da Martin Mull, doppiato da Carlo Sabatini.
 L'antipatico vice-preside (che poi diventa preside) di Sabrina che spesso punisce senza motivo gli studenti che non gli piacciono, come Sabrina e i suoi amici. Ha avuto relazioni con entrambe le zie di Sabrina, prima con Hilda e poi una più duratura con Zelda. Rompe con quest'ultima nella quarta stagione e successivamente non viene più visto.
- Brad Alcerro (stagione 4), interpretato da Jon Huertas, doppiato da David Chevalier.
 Migliore amico di Harvey che non ha molta simpatia per Sabrina. Si scopre poi che è un cacciatore di streghe. Dopo la quarta stagione non viene più visto e presumibilmente si trasferisce al college, lontano da Westbridge.
- Dreama (stagione 4), interpretata da China Shavers, doppiata da Rachele Paolelli.
 Altra goffa aspirante strega. Sabrina la aiuta ad usare la magia e controllare i suoi poteri. Malgrado la goffaggine Dreama sa essere molto amichevole. Dopo la quarta stagione non viene più vista ma è molto probabile che abbia ricevuto la sua licenza di strega e che sia tornata nell'Altro Regno con i suoi genitori.
- Josh Blackhart (stagioni 4-6), interpretato da David Lascher, doppiato da Marco Vivio.
 Ragazzo carino che possiede un bar e dà un lavoro a Sabrina. Nella quarta stagione è innamorato di Sabrina, ma lei sta ancora con Harvey. Nella quinta stagione ha una storia con Morgan e nella sesta con Sabrina. Nell'ultimo episodio di quest'ultima stagione parte per un lavoro a Praga ma prima lui e Sabrina si scambiano l'ultimo bacio.
- Miles Goodman (stagioni 5-6), interpretato da Trevor Lissauer, doppiato da Francesco Venditti.
 Uno dei coinquilini di Sabrina al college, molto eccentrico e fissato con tutte le cose sovrannaturali. Compare solo nella quinta e sesta stagione e dopodiché non viene più visto e non si sa se abbia partecipato al matrimonio di Sabrina.
- Morgan Cavanaugh (stagioni 5-7), interpretata da Elisa Donovan, doppiata da Giuppy Izzo.
 Una dei coinquilini di Sabrina al college, molto superficiale e vanitosa. Ha una storia prima con Josh e poi con Harvey. Nella settima stagione si trasferisce a casa di Sabrina insieme a Roxie per poi partecipare al matrimonio della strega.
- Roxanne 'Roxie' King (stagioni 5-7), interpretata da Soleil Moon Frye, doppiata da Myriam Catania.
 Una dei coinquilini di Sabrina al college. Inizialmente è cinica, sprezzante e non sopporta Sabrina ma poi diventa una delle sue migliori amiche. È un'attivista interessata alle cause ambientaliste. Nella settima stagione si trasferisce a casa di Sabrina insieme a Morgan per poi partecipare al matrimonio della strega.
- Leonard (stagione 7), interpretato da John Ducey, doppiato da Nanni Baldini.
- Annie Martos (stagione 7), interpretata da Diana-Maria Riva, doppiata da Claudia Razzi.
- James (stagione 7), interpretato da Bumper Robinson, doppiato da Fabrizio Vidale.
- Cole Harper (stagione 7), interpretato da Andrew Walker, doppiato da Stefano Crescentini.
- Aaron Jacobs (stagione 7), interpretato da Dylan Neal, doppiato da Francesco Bulckaen.

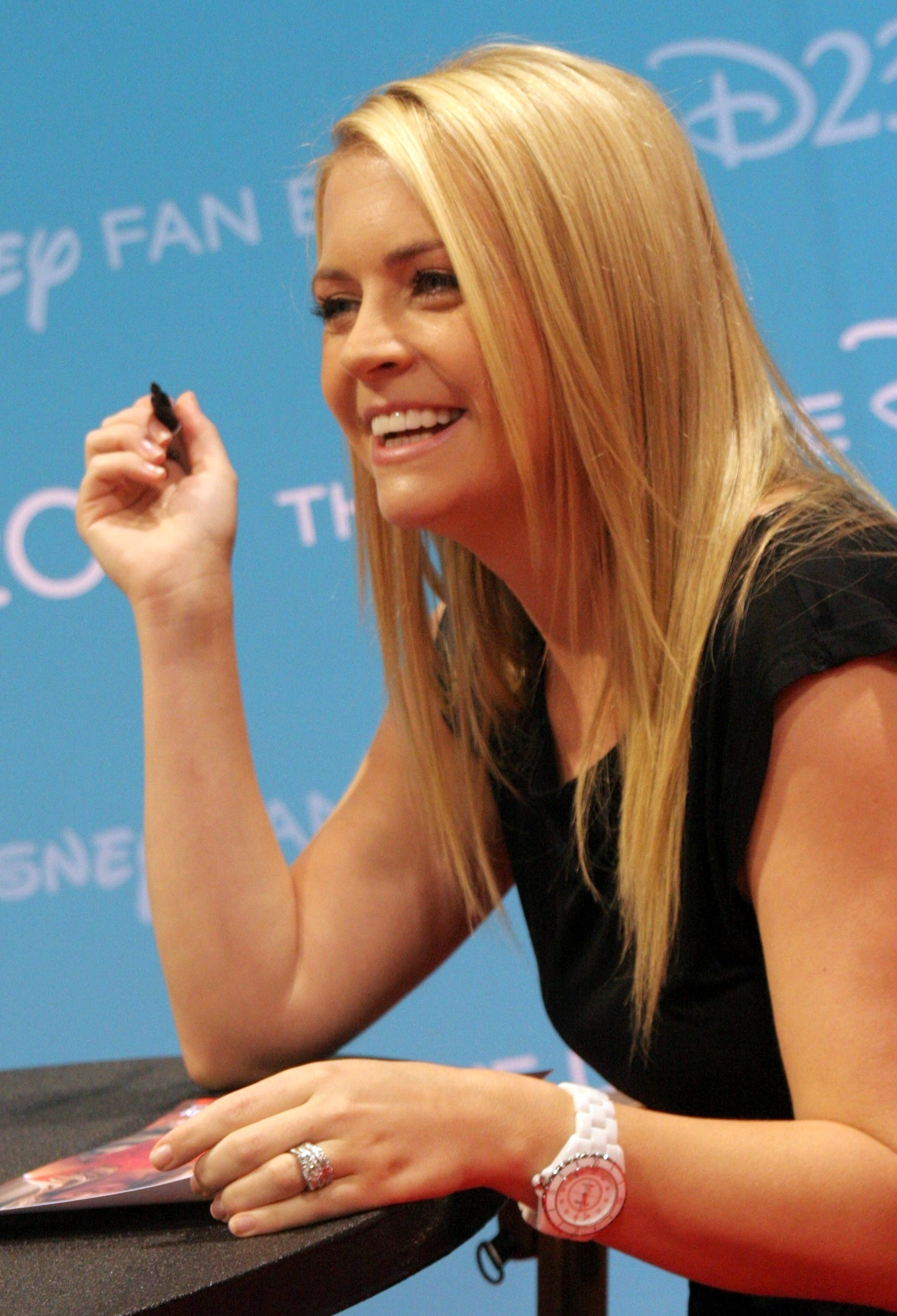
Melissa Joan Hart interpreta Sabrina Spellman
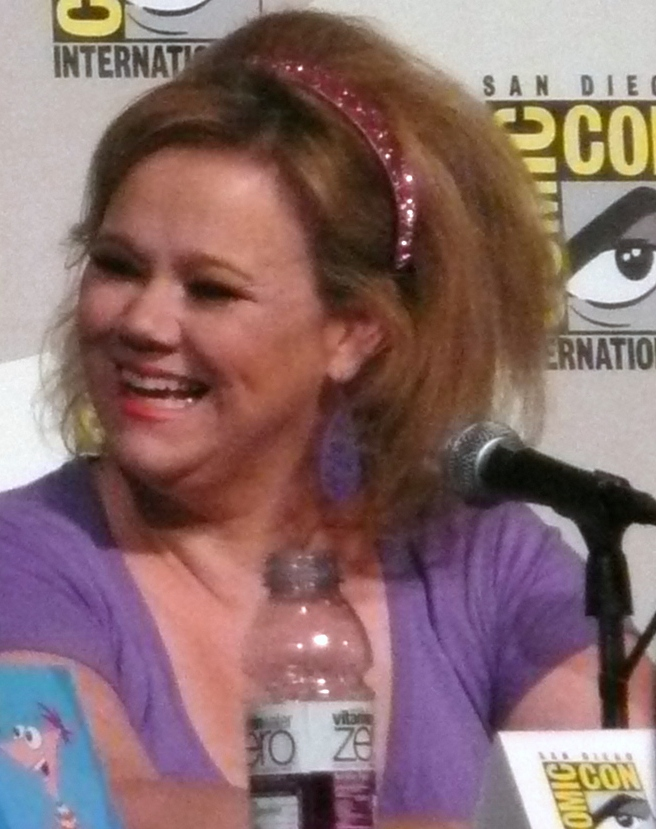
Caroline Rhea interpreta Hilda Spellman
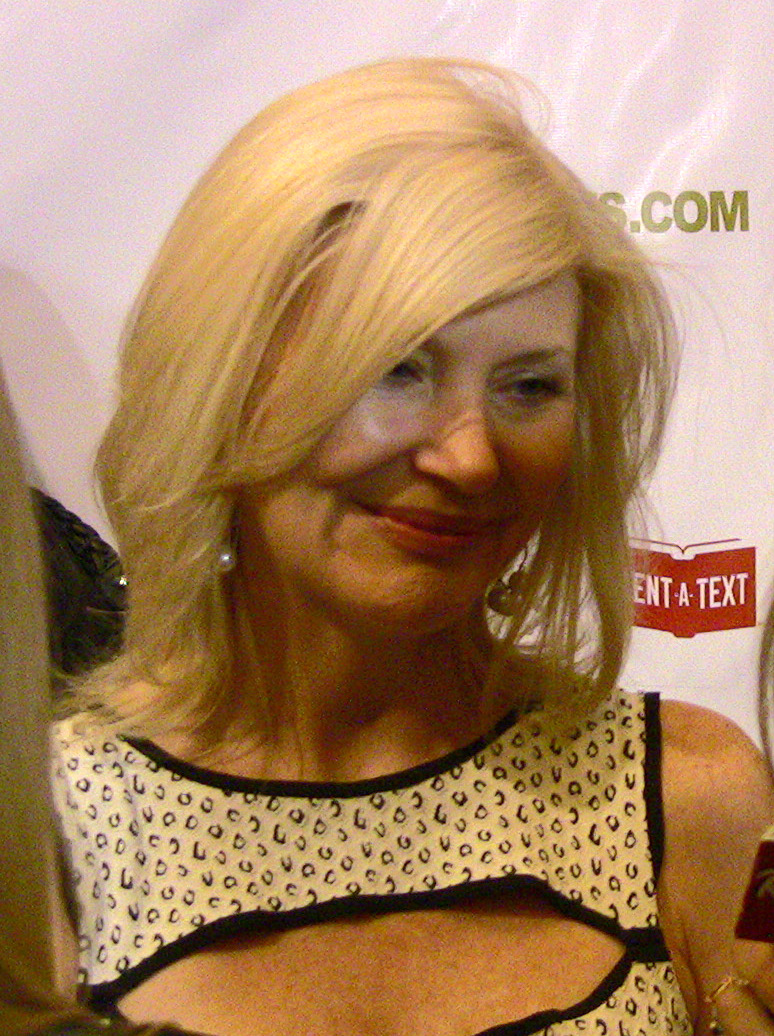
Beth Broderick interpreta Zelda Spellman
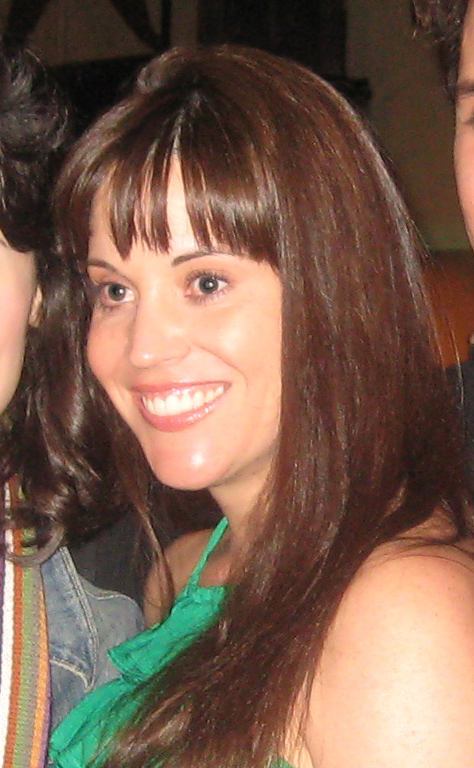
Jenna Leigh Green interpreta Libby Chessler
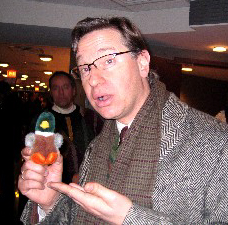
Paul Feig interpreta il prof. Eugene Pool
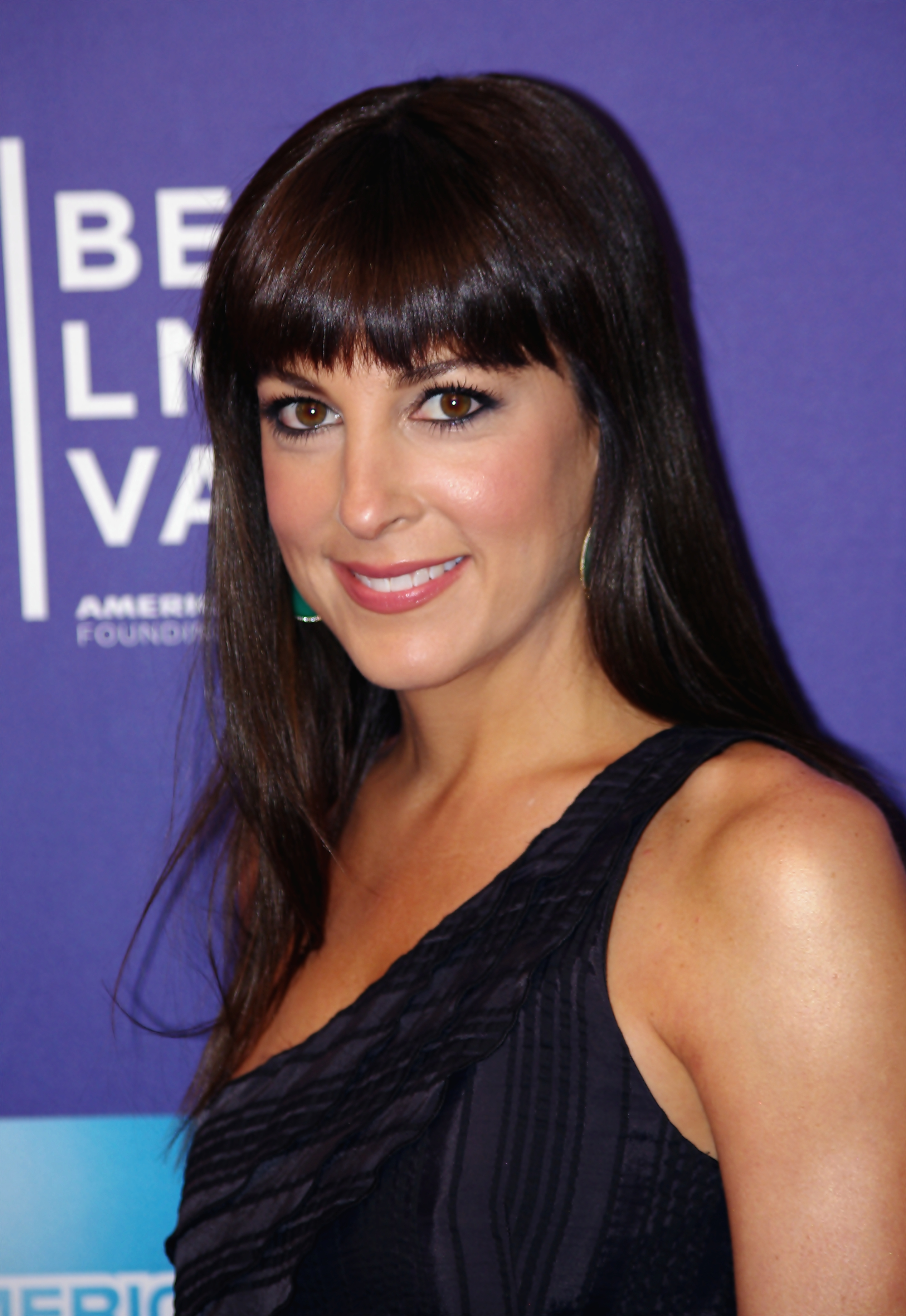
Lindsay Sloane interpreta Valerie Birkhead
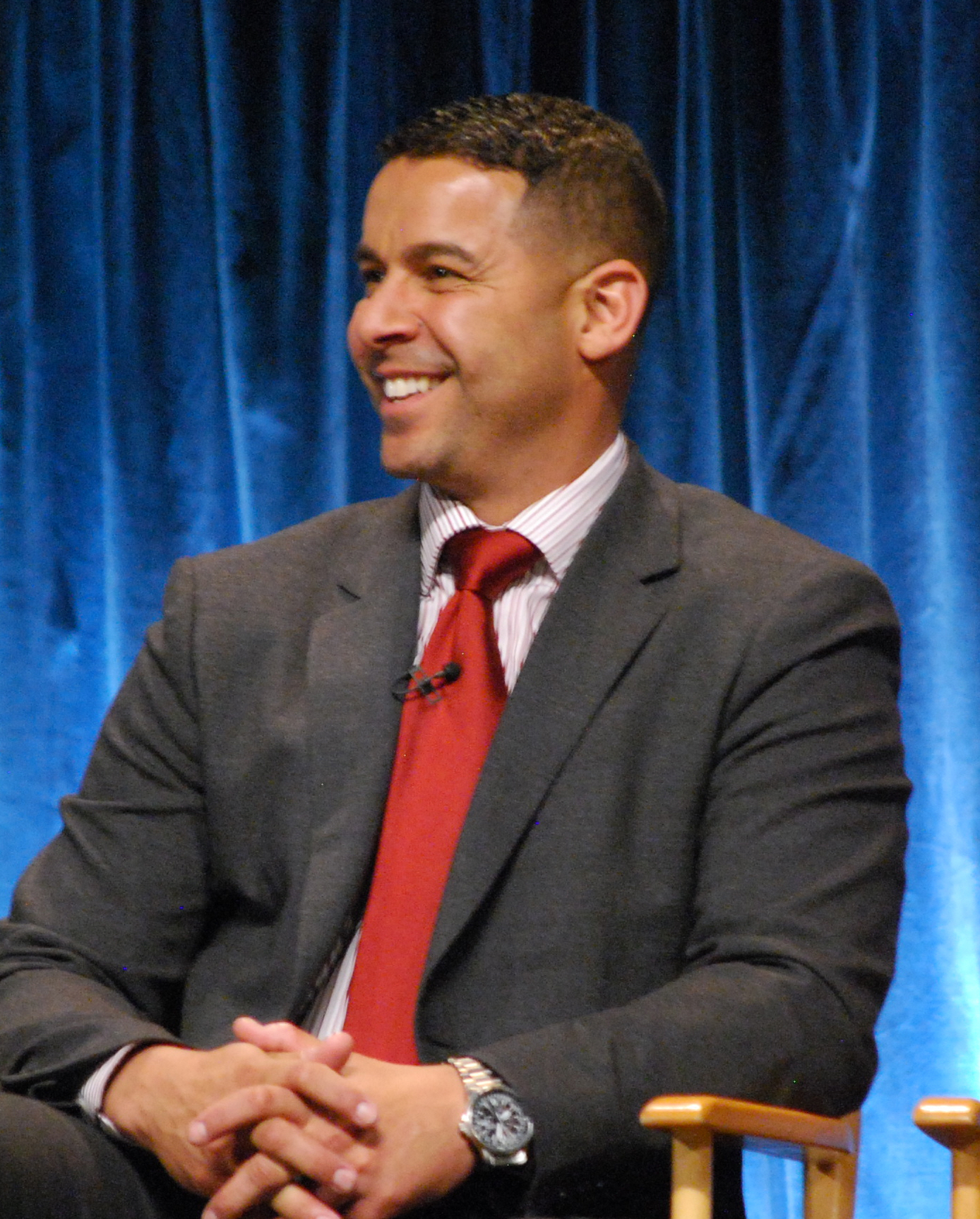
Jon Huertas interpreta Brad Alcerro
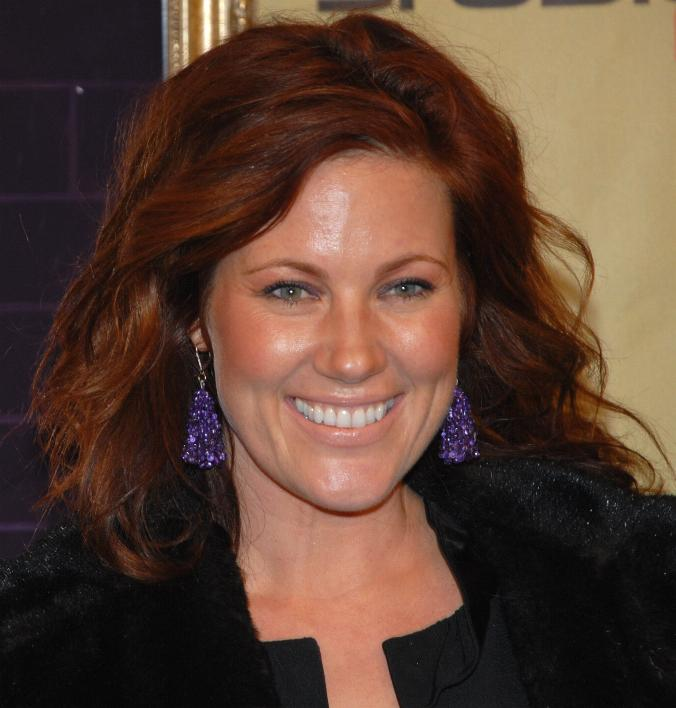
Elisa Donovan interpreta Morgan Cavanaugh
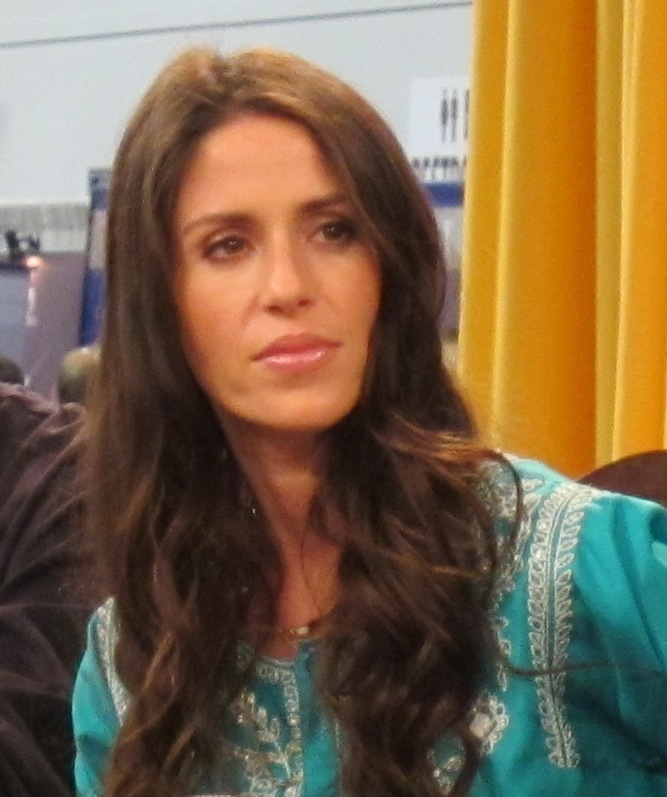
Soleil Moon Frye interpreta Roxie King
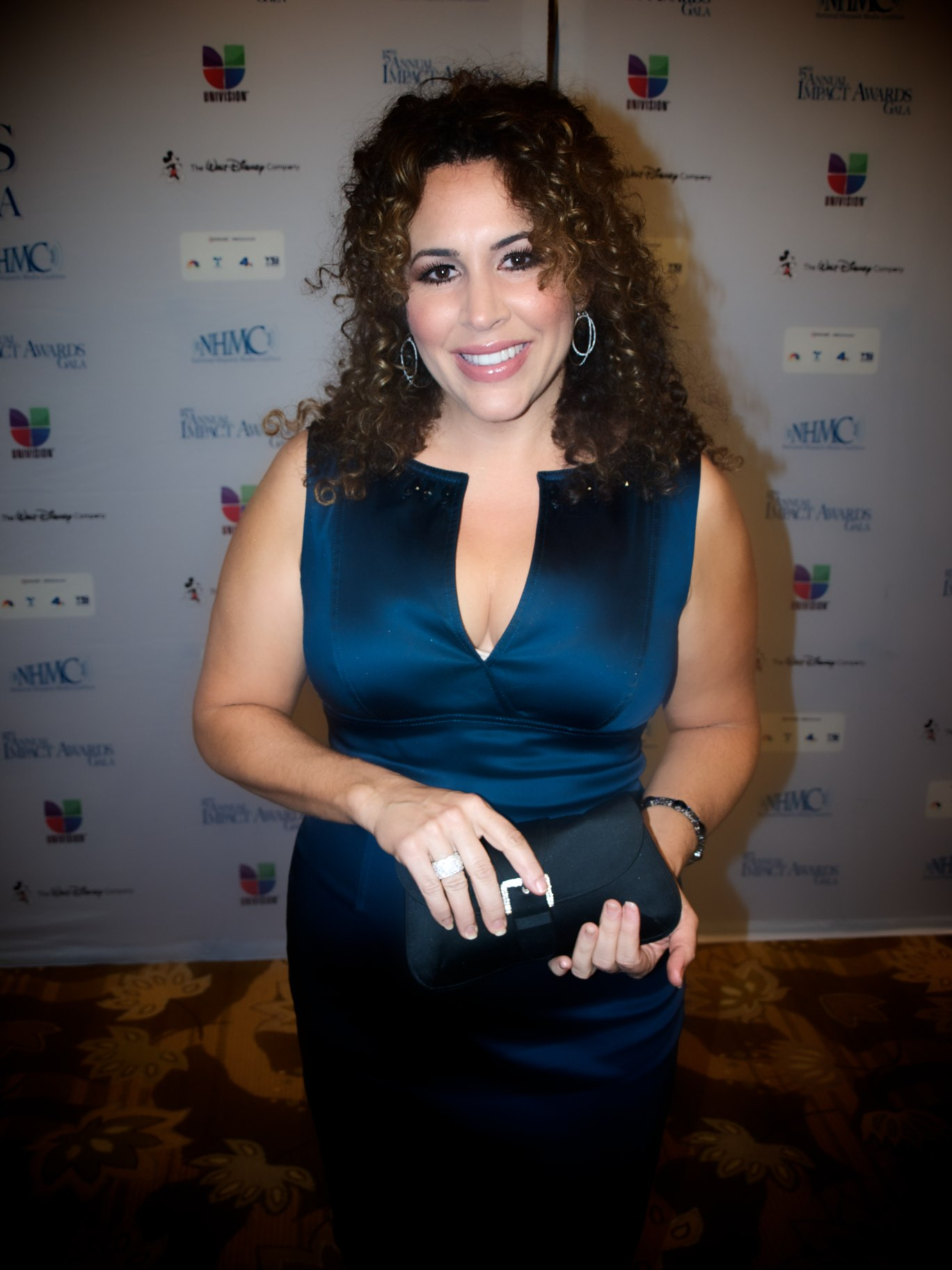
Diana-Maria Riva interpreta Annie Martos
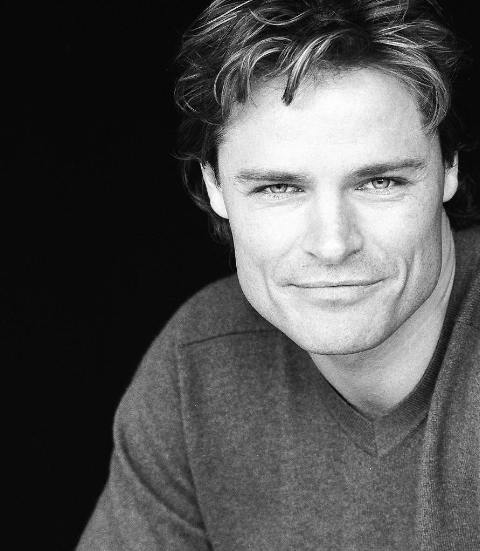
Dylan Neal interpreta Aaron Jacobs

Gli attori David Lascher, Jon Huertas, China Shavers, Trevor Lissaeur, John Ducey, Diana-Maria Riva, Bumper Robinson ed Andrew Walker ottengono il credito di "also starring" non venendo però mai inclusi nella sigla iniziale; John Ducey era inoltre già apparso, nell'episodio 2x18, nel ruolo di Dwayne Kraft. A partire dal tredicesimo episodio della settima e ultima stagione, entra nel cast l'attore Dylan Neal nel ruolo di Aaron Jacobs; questo personaggio è stato introdotto dagli autori come nuovo interesse amoroso della protagonista.

### Personaggi secondari
- Amanda Wiccan (stagioni 1-7), interpretata da Emily Hart, doppiata da Roberta Scardola (1^ voce).
- Drell (stagione 1), interpretato da Penn Jillette.
- Cee Cee (stagione 1-2), interpretato da Melissa Murray.
- Preside Larue (stagione 1), interpretato da Tom McGowan.
- Quizmaster (stagioni 2-3), interpretato da Alimi Ballard.
- Cupido (stagione 2), interpretato da Patrick Thomas O'Brien.
- Jill (stagioni 1-2), interpretato da Bridget Flanery.
- Howard (stagioni 1-2), interpretato da James Fields.
- Dashiell Calzone (stagioni 2-3), interpretato da Donald Faison, doppiato da Nanni Baldini e Francesco Pezzulli (ep. 3x01).
- Dr. Brinkman (stagione 2-3), interpretato da Carl Michael Lindner.
- Giudice del Concilio delle Streghe (stagioni 1-3), interpretato da Henry Gibson.
- Gordy (stagioni 1-3), interpretato da Curtis Anderson, doppiato da Corrado Conforti.
- Roland (stagioni 1-4), interpretato da Phil Fondacaro.
- Mrs. Quick (stagioni 2-4), interpretata da Mary Gross, doppiata da Liliana Sorrentino.
- Kevin (stagione 5), interpretato da Michael Trucco
- Sigmund Freud (stagioni 2-6), interpretato da Timothy Oman.
- Mike Shelby (stagione 6), interpretato da George Wendt.
- Prof. Arthur Carlin (stagione 5-6), interpretato da David Starzyk.
- Stan (stagione 7), interpretato da J. P. Manoux.
- Zia Irma (stagioni 6-7), interpretata da Barbara Eden, doppiata da Paila Pavese.

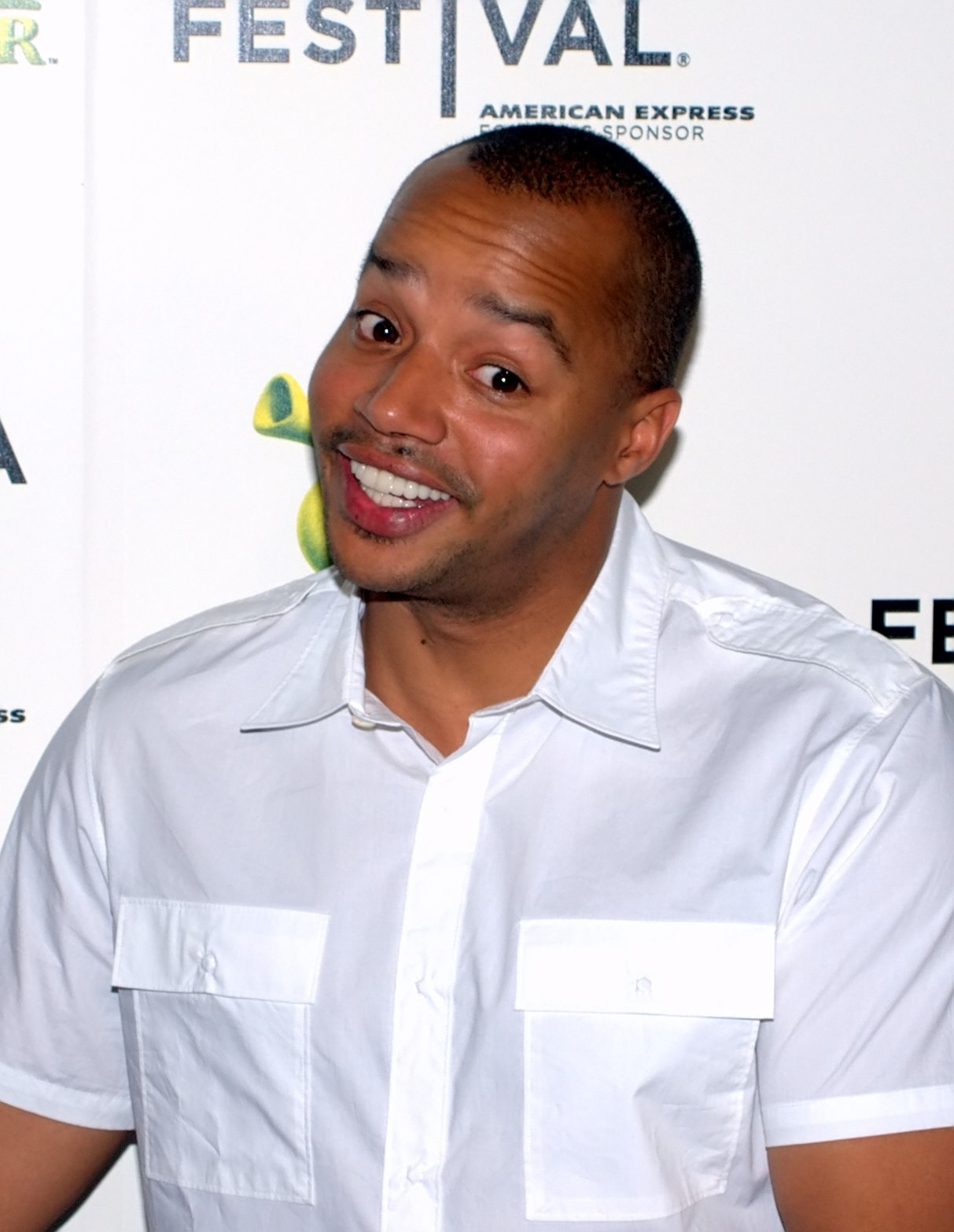
Donald Faison interpreta Dashiell Calzone
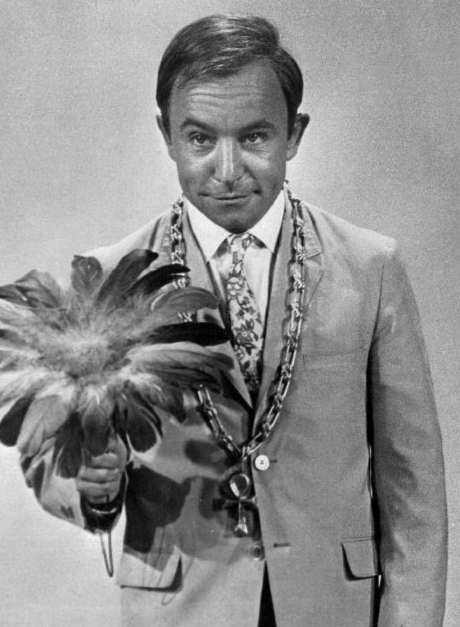
Henry Gibson interpreta il Giudice del Concilio delle Streghe
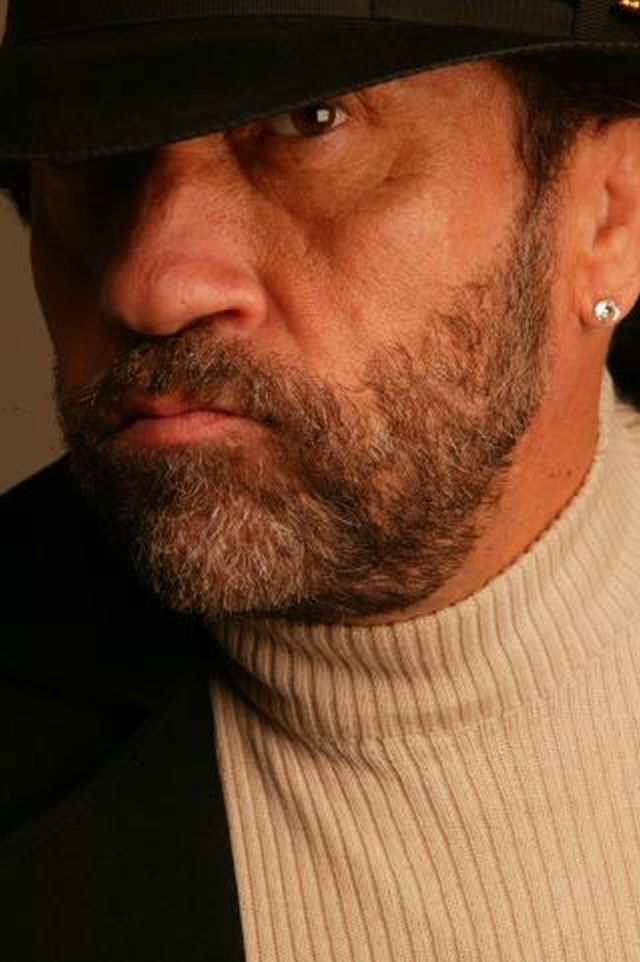
Phil Fondacaro interpreta Roland
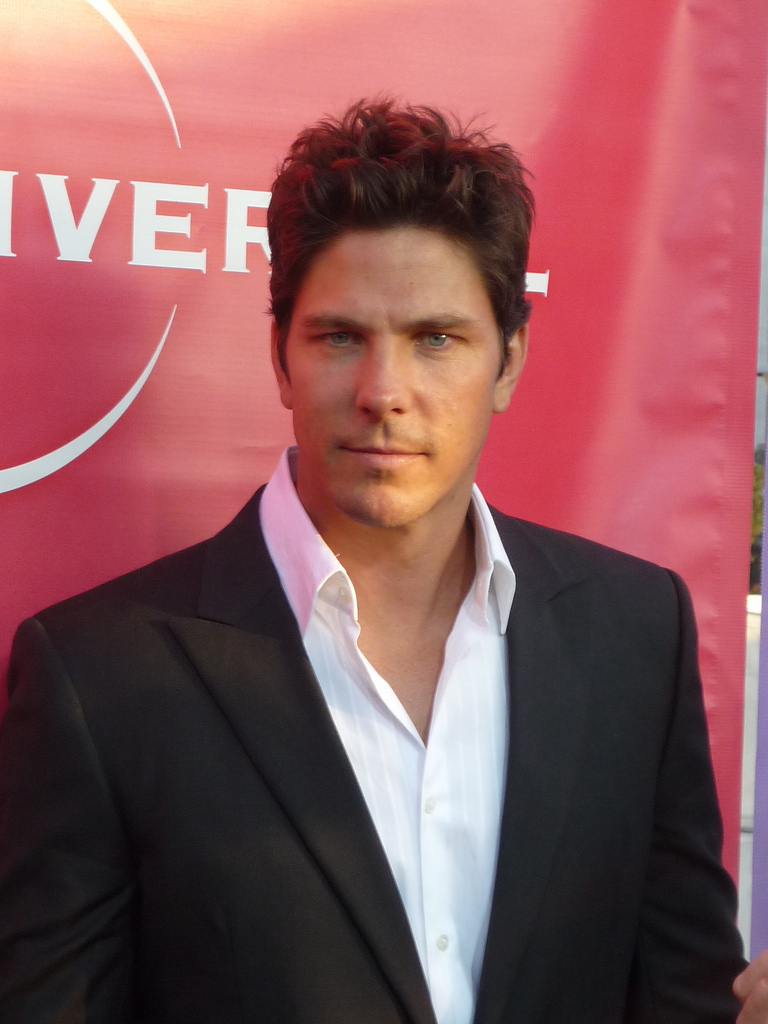
Michael Trucco interpreta Kevin
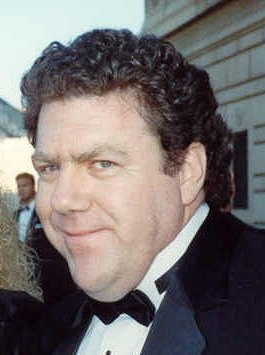
George Wendt interpreta Mike Shelby
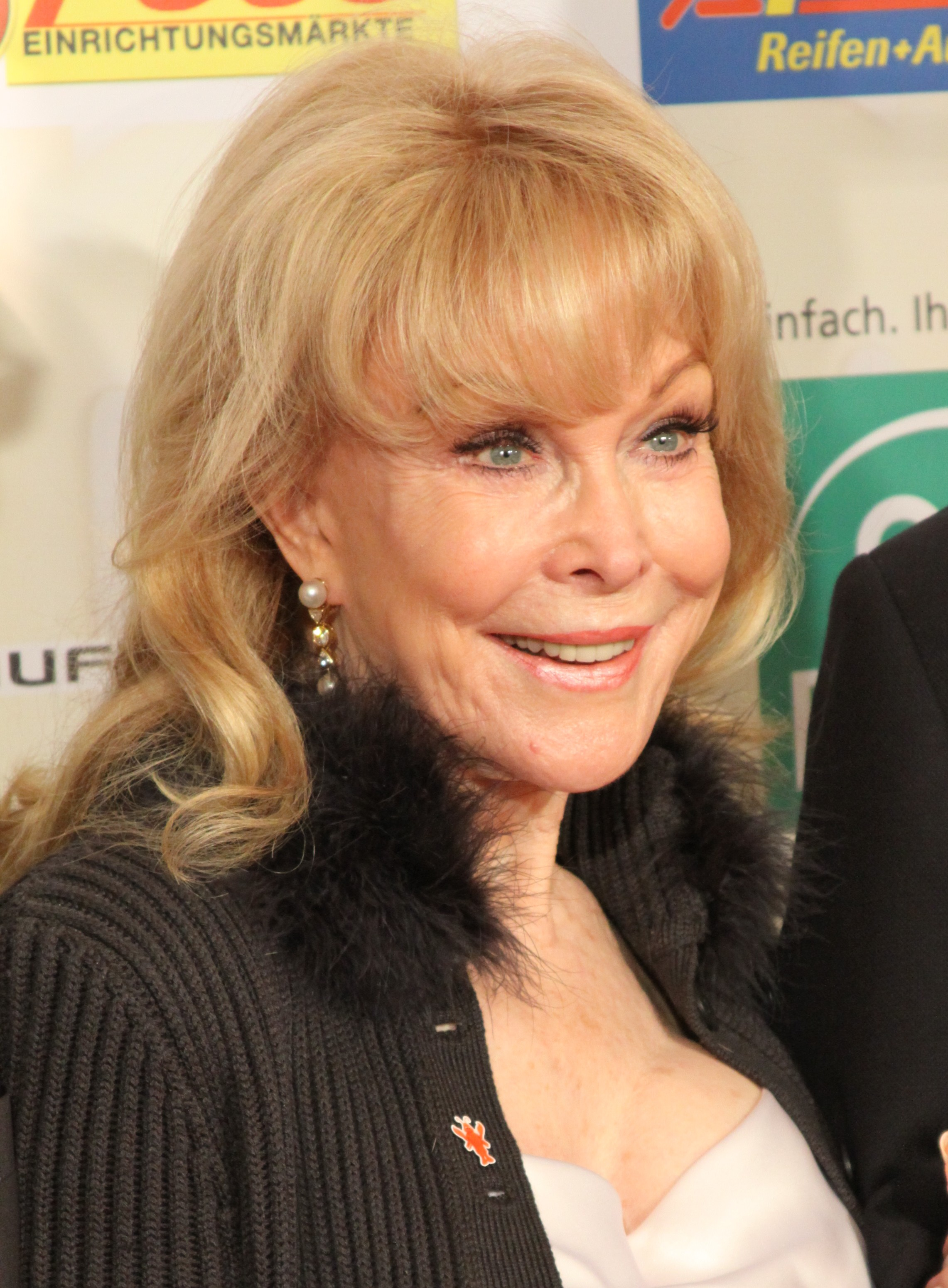
Barbara Eden interpreta la zia Irma

## Produzione
La serie si articola in sette stagioni e presenta anche tre film per la televisione del tutto indipendenti dalla serie. Il primo di questi film, intitolato semplicemente Sabrina, the teenage witch consiste in una sorta di episodio pilota (pur essendo stato concepito come un semplice film per la televisione ispirato al noto personaggio dei fumetti) ed è stato trasmesso negli USA il 7 aprile 1996 dalla rete Showtime. Il film presentava Melissa Joan Hart nel ruolo di Sabrina Sawyer e Sherry Miller e Charlene Fernetz nei ruoli delle zie Hilda e Zelda con Nick Bakay a dar voce al gatto parlante Salem. La trama del film è sostanzialmente quella del primo episodio della serie regolare con Sabrina che si trasferisce dalle zie a Riverdale dove il giorno del suo sedicesimo compleanno scopre di essere una strega. Al nuovo liceo che frequenta, la ragazza conosce Marnie Littlefield (interpretata da Michelle Beaudoin) che diventa la sua migliore amica, e si innamora di Seth (interpretato da un Ryan Reynolds agli albori della sua carriera) che però è fidanzato con Katie La More (Lalainia Lindbjerg) la ragazza più popolare della scuola. Sabrina cerca di usare i suoi nuovi poteri per farsi notare da Seth, ma alla fine verrà conquistata da Harvey (Tobias Mehler), un altro studente del liceo innamorato di lei. La produzione del film fu della Viacom e della Hartbreak Films (la casa di produzione di proprietà di Melissa Joan Hart e di sua madre Paula Hart). In Italia il film venne trasmesso su Italia 1 il 3 settembre 1999, poco prima del debutto della serie televisiva, col titolo Sabrina, piccola strega, affidando ai personaggi di Sabrina e Salem le voci di Perla Liberatori e Alessio Cigliano.
La rete statunitense ABC decise in seguito di trasformare il concetto del film televisivo in una serie televisiva di mezz'ora e così diede il via alla sua realizzazione con la Viacom e la Hartbreak Films sempre come case produttrici dello show. La Hart e Bakay tornarono nei ruoli di Sabrina e Salem, il cognome della famiglia venne cambiato da Sawyer a Spellman, il personaggio della Beaudoin venne rinominato Jenny Kelley, e il ruolo delle zie Hilda e Zelda venne affidato alle attrici Caroline Rhea e Beth Broderick. Il cast iniziale venne completato da Nate Richert nel ruolo di Harvey Kinkle, interesse amoroso della protagonista, Jenna Leigh Green che interpreta l'antipatica capo-cheerleader Libby Chessler, e infine da Paul Feig nel ruolo dell'eccentrico prof. di scienze di scuola, il sig. Eugene Pool.
Con il rinnovo per la seconda stagione i personaggi di Jenny e del sig. Pool vennero estromessi dal cast e vennero aggiunti Lindsay Sloane nel ruolo dell'insicura ma amichevole Valerie Birkhead, nuova migliore amica di Sabrina, e Martin Mull in quelli dell'antipatico professore liceale sig. Willard Kraft.
Un primo significativo cambiamento nel cast della serie avvenne con la quarta stagione quando vennero esclusi i personaggi di Valerie e Libby e aggiunti quelli di Brad Alcerro (interpretato da Jon Huertas), un caro amico di Harvey da poco tornato in città e che si rivela essere il discendente di una stirpe di Cacciatori di streghe, e di Dreama (China Shavers), nuova apprendista strega affidata alle cure di Sabrina proveniente dall'Altro Regno. Venne aggiunto poi anche David Lascher nel ruolo ricorrente di Josh Blackhart, un ragazzo universitario che lavora in una caffetteria per cui Sabrina si prenderà una cotta.
Prima della terza e quarta stagione vennero prodotti due film per la televisione, sempre trasmessi da ABC, rispettivamente Sabrina - Vacanze romane (Sabrina Goes to Rome) (andato in onda il 4 ottobre 1998) e Sabrina nell'isola delle sirene (Sabrina Down Under) (trasmesso il 26 settembre 1999), nei quali compare Tara Strong nel ruolo di Gwen, una strega imbranata compagna delle avventure lungometraggistiche di Sabrina. La trama del primo film vede quest'ultima in vacanza a Roma con il suo gatto Salem per risolvere l'enigma celato in un antico medaglione di famiglia datole da suo padre e appartenuto alla prozia Sophia (sempre interpretata dalla Hart), svanita misteriosamente. Il secondo film è ambientato invece in Australia dove Sabrina e Gwen si recano in vacanza e dove dovranno aiutare una comunità di sirene e tritoni. L'espediente vacanziero ha permesso ai film di avere solamente Sabrina e Salem nel cast senza coinvolgere quindi gli altri personaggi della serie regolare (a parte il curioso caso di Lindsay Sloane che nel secondo film interpreta una sirena). Entrambi i film sono stati trasmessi da Italia 1 con la Liberatori e Petrucci a doppiare Sabrina e Salem (anche se, durante la prima trasmissione televisiva di Sabrina - Vacanze romane, venne realizzato un differente doppiaggio dove Sabrina e Salem erano doppiati da Stella Musy e Fabrizio Temperini e la Liberatori doppiava invece Gwen; in seguito il film è stato, per l'appunto, ridoppiato con le voci del cast televisivo mentre Gwen è stata doppiata da Paola Valentini).
Durante la trasmissione americana della quarta stagione, Melissa posò senza veli per Maxim; la Archie Comics riteneva violato il contratto che prevedeva che il personaggio di Sabrina non sarebbe mai stato mostrato nudo e minacciò di rescinderlo, ma il tutto si risolse con una lettera di scuse.
A partire dalla quinta stagione, a causa del mancato accordo economico tra la Viacom e ABC, la serie fu trasferita sulla rete giovanile The WB, che pur offrendo un importo per episodio minore aveva garantito un rinnovo pluriennale. Con il trasloco sul nuovo canale, la Hart decise insieme agli sceneggiatori alcuni cambiamenti radicali per rendere la serie meno infantile e più matura: venne realizzata una nuova sigla e si rinnovò quasi completamente il cast. Nate Richert non fu confermato perché gli sceneggiatori ritenevano Harvey parte degli "anni liceali" di Sabrina (anche se i fan ci rimasero così male, che il personaggio fu reintrodotto più avanti nella stessa stagione per poi restare una presenza costante nella serie fino alla sua conclusione), i personaggi del sig. Kraft, Brad e Dreama vennero eliminati, Josh venne promosso nel cast regolare come nuovo interesse amoroso ufficiale di Sabrina, e infine vennero introdotti tre nuovi personaggi che interpretano i coinquilini al college di Sabrina e cioè Morgan Cavanaugh, Roxie King e Miles Goodman, interpretati rispettivamente da Elisa Donovan, Soleil Moon Frye e Trevor Lissauer. Ci furono anche dei tentativi da parte dei produttori di cambiare il titolo della serie, dopo il trasloco, in Sabrina: the college years o, più semplicemente Sabrina (questo perché, di fatto, Sabrina non era più una strega adolescente andando al college), ma ci furono dei problemi e il titolo rimase lo stesso.
Gli ultimi cambiamenti nel cast avvennero all'inizio della settima stagione quando vennero estromessi i personaggi di Josh (il quale voleva seguire altri progetti), Miles (che venne ritenuto impopolare tra i fan) e quelli di Zelda e di Hilda (la prima riteneva che il personaggio non avesse più niente da offrirle mentre la seconda ottenne la conduzione di un suo talk show). Inizialmente il primo episodio della stagione avrebbe dovuto essere quello dell'uscita di scena delle due zie, e prevedeva che Hilda e Sabrina preparassero una forte pozione per riportare alla normalità Zelda la quale avrebbe ottenuto il lavoro dei suoi sogni come ricercatrice in Inghilterra. Entrambe avrebbero rinunciato ai loro poteri magici (Hilda per vivere una vita normale, Zelda per lavorare seriamente nel suo nuovo impiego) e per questo, il Concilio delle Streghe avrebbe deciso di punire le due donne cancellando dalla loro memoria e da quella di Sabrina tutto quello passato insieme; Melissa, Caroline e Beth erano pronte a girarlo, ma alla fine questa storia sembrò troppo crudele agli sceneggiatori, e così l'episodio venne rapidamente riscritto e Beth non vi ha più preso parte, comparendo quindi per l'ultima volta nell'ultimo episodio della sesta stagione, come anche Caroline (anche se lei tornerà per l'episodio finale della serie). Venne anche elaborato un sistema per far uscire Sabrina dal college e dare una rinfrescata alla serie, poiché i produttori avevano rilevato uno scarso interesse da parte del pubblico per gli anni universitari della protagonista, così si pensò di far durare retroattivamente la quinta e la sesta stagione due anni ciascuna, così da giustificare il salto temporale all'inizio della settima che vede Sabrina laureata e in cerca di un lavoro. Questa teoria è riscontrabile nel fatto che Sabrina stessa accenni, sul finire della sesta stagione, che erano solo due anni che Zelda lavorava alla Adams University (era stata assunta all'inizio della quinta) e che era solo un anno che era fidanzata stabilmente con Josh. Vennero inoltre aggiunti i personaggi dell'ambiente di lavoro di Sabrina ovvero Leonard, James, Annie Martos e Cole Harper (interpretati rispettivamente da John Ducey, Bumper Robinson, Diana-Maria Riva ed Andrew Walker), ma in seguito vennero eliminati verso metà stagione poiché la trama lavorativa della strega non stava ottenendo il successo sperato. Venne infine aggiunto come personaggio ricorrente Dylan Neal nel ruolo di Aaron Jacobs, nuovo interesse amoroso di Sabrina. Tuttavia gli ascolti continuarono a diminuire e quindi venne scritto un episodio ibrido da finale di stagione e di serie, il quale, quando la WB cancellò la serie dopo tre stagioni, si tramutò poi in un epilogo delle vicende abbastanza soddisfacente.
Nella serie compare, frequentemente, Emily Hart (la sorella reale di Melissa), nel ruolo della intrigante cugina Amanda Wiccan; la stessa Emily presterà la voce proprio a Sabrina Spellman nella serie animata del 1999, dove invece Melissa dà la voce alle zie Hilda e Zelda. Il personaggio di Amanda venne poi usato in un episodio della quinta stagione come protagonista di un potenziale spin off tratto dalla serie, ma l'episodio venne giudicato "debole" e quindi si decise di non procedere col progetto.
La serie ha visto la partecipazione di alcuni personaggi famosi quali Andy Roddick, Coolio, Britney Spears, Dick Van Dyke, Carson Daly, Brian Austin Green, Drew Carey, Kevin Nash, Garry Marshall, Avril Lavigne, Backstreet Boys, Monty Sopp, Sixpence None the Richer, Kelly Clarkson e i Goo Goo Dolls. Nel 2003 nel primo episodio della settima stagione, appare Mark Wilkerson, membro del gruppo musicale Course of Nature che la Hart sposa lo stesso anno. Altri attori che hanno mosso i primi passi all'interno della serie sono Milo Ventimiglia, Donald Faison, Bryan Cranston e Sophia Bush.

## Doppiaggio italiano
L'edizione italiana è curata prima da Elena Sansonetti, poi da Sandro Fedele per Mediaset. Il doppiaggio italiano è stato eseguito da Pumaisdue (in precedenza Pumais), sotto la direzione di Barbara Castracane, Eugenio Marinelli e Chiara Salerno.
Nella sigla delle prime tre serie, nell'originale, alla fine Sabrina si trasforma davanti allo specchio commentando poi la trasformazione. Nella sigla italiana, questo viene visto solo in alcuni episodi.